# S Gruis
S Gruis är en pulserande variabel av Mira Ceti-typ (M) i stjärnbilden Tranan. 
Stjärnan varierar mellan visuell magnitud +6 och 15 med en period av 401,51 dygn.